# TVN24+
TVN24+ (do 24 kwietnia 2025 r.: TVN24 GO) – polski płatny portal informacyjny oferujący dostęp do autorskich artykułów, materiałów wideo oraz podcastów.
W bibliotece programów informacyjnych i publicystycznych znajdują się między innymi: „Fakty TVN”, „Fakty po Faktach”, „Kropka nad i”, „Czarno na białym”, „Rozmowa Piaseckiego”, „Polska i Świat”, „Bez Kitu”, „Tak Jest”, „Superwizjer TVN”, „Fakty o Świecie”, „Kawa na ławę”, „Szkło kontaktowe”.

Logo TVN24 GO 2019-2025

Użytkownicy platformy mają możliwość oglądania wielu materiałów premierowo – przed emisją na antenach TVN24 i TVN24 BiS – oraz dostępnych tylko w TVN24 GO. Zyskują także dostęp do transmisji z wydarzeń, których na żywo nie pokazują anteny grupy TVN. W TVN24 GO premierowo pokazano m.in. reportaż „Don Stanislao” o kardynale Stanisławie Dziwiszu czy „Spowiedź agenta Tomka” o Tomaszu Kaczmarku. Wśród produkcji własnych platformy znajdują się m.in. „Bez polityki” Piotra Jaconia, „Bez kitu” Radomira Wita, „Monika Olejnik. Otwarcie”, „Za zamkniętymi drzwiami” Darii Górki, „Próba podejścia” Maxa Cegielskiego, „Młodzi bezdomni" Konrada Piaseckiego, czy „Ranking Mazura" Macieja Mazura. W serwisie można także znaleźć vlogi reporterów TVN24, m.in. Konrada Piaseckiego, Radomira Wita, Marii Mikołajewskiej, Marcina Wrony i Jacka Stawiskiego.
Z serwisu można korzystać zarówno z poziomu przeglądarki internetowej, jak i w formie aplikacji na urządzenia mobilne (tablety i smartfony) oraz Smart TV.
24 kwietnia 2025 roku TVN24 GO przeszło rebranding – serwis od tego dnia nosi nazwę TVN24+. W nowym serwisie oprócz oglądania kanałów informacyjnych i treści na żądanie dodano bazę specjalnych artykułów oraz możliwość usunięcia reklam z portalu TVN24.pl.